# Schutsluis Haarlemmervaart

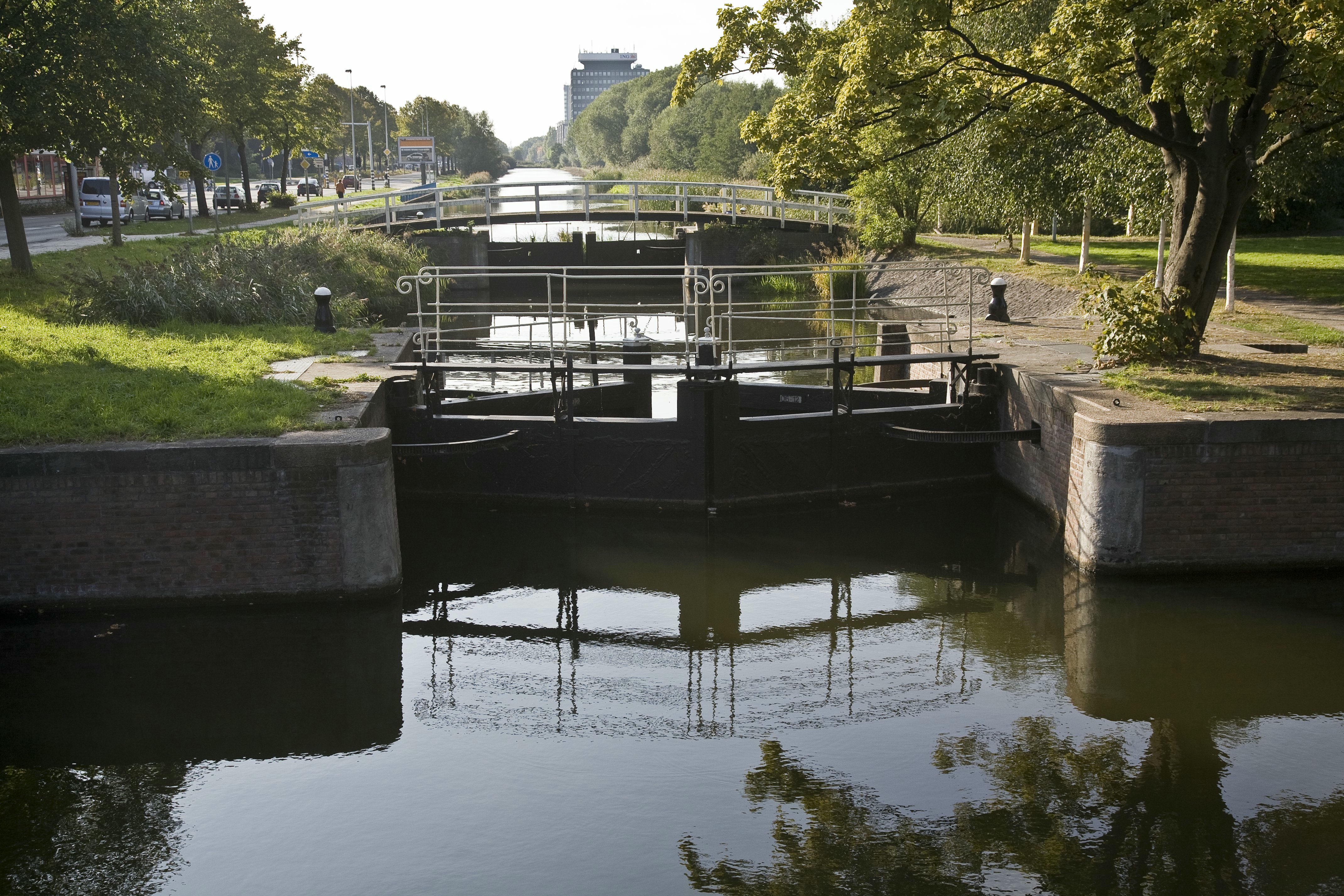
De sluis gezien in westelijke richting.

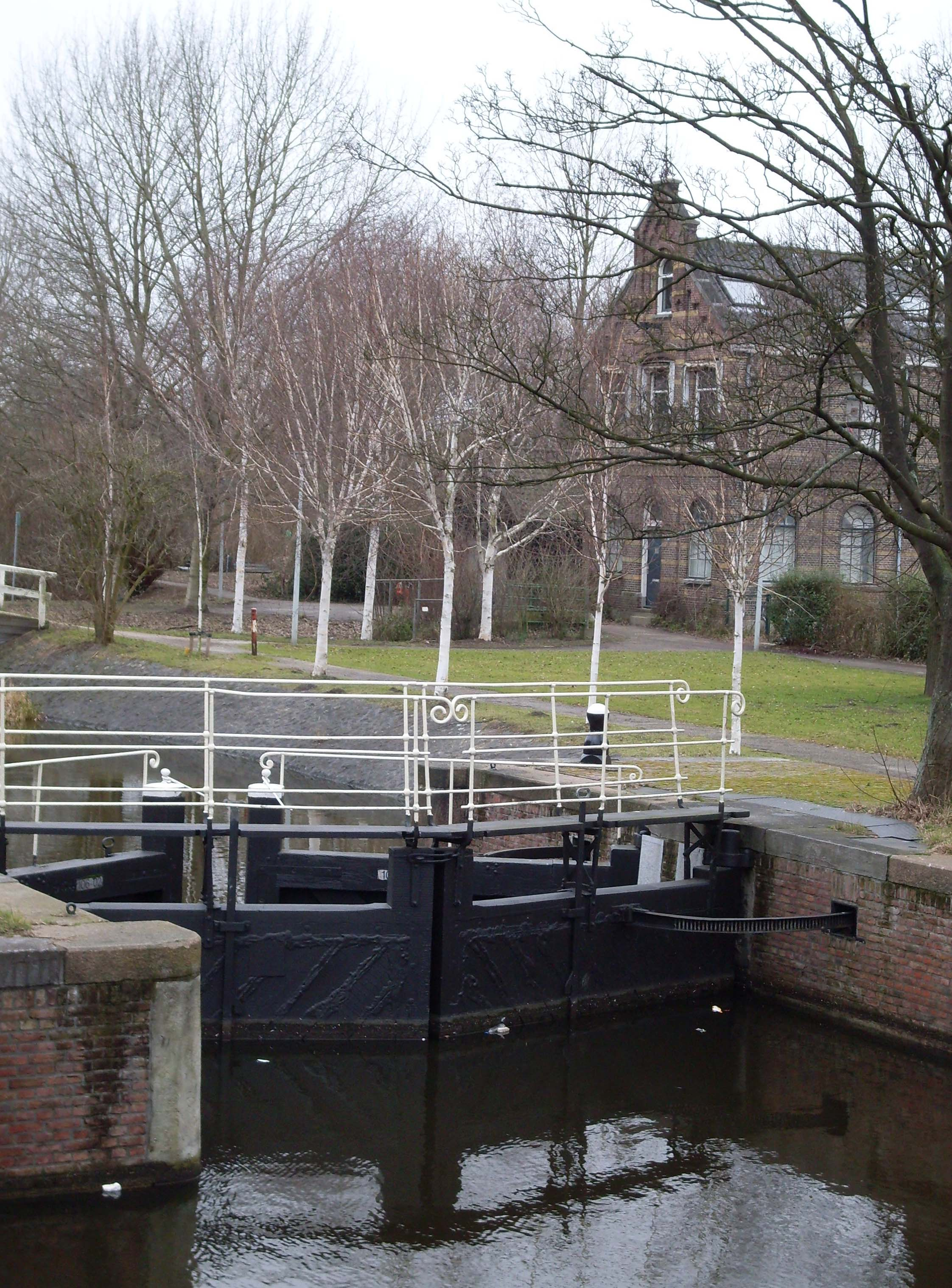
De Schutsluis Haarlemmervaart met op de achtergrond het gemaal.

De Schutsluis Haarlemmervaart ligt in de Haarlemmervaart in Amsterdam-West ter hoogte van de Van Slingelandtstraat.
De sluis met een schutlengte van 36,44 meter en een doorvaartbreedte van 6 meter werd aangelegd omdat de Haarlemmervaart in de 19e eeuw zijn functie als trekvaart had verloren en er ter hoogte van het Nassauplein een rechtstreekse verbinding tussen deze vaart en de Singelgracht werd gemaakt om de nieuwe Westergasfabriek van hieruit per schip bereikbaar te maken voor onder andere kolentransport.
De sluis vormt sindsdien de scheiding tussen het oostelijke deel van de Haarlemmervaart dat op het stadsboezempeil ligt (NAP -0,40) en het westelijke deel dat op Rijnlands boezempeil ligt (NAP -0,60).
De sluis werd gebouwd in 1884. De sluisdeuren werden vervangen in 1954, 1991 en 1997. De schutsluis met bijbehorende schutkolk wordt gevormd door tweemaal twee, haaks op de waterloop geplaatste, uitgebouwde landhoofden waartussen houten sluisdeuren. Boven de westelijke deuren ligt brug 182, ten oosten van de sluis ligt brug 463.
Op de oever naast de schutsluis bevindt het Gemaal van de Overbraker Binnenpolder met sluiswachterswoning.
De sluis en het gemaal zijn sinds 2003 beschermd als rijksmonument.